# 517
517 (DXVII) var ett normalår som började en söndag i den julianska kalendern.

## Händelser

### Okänt datum
- Sigismund av Burgunds son sätter sig emot sin far, som senare låter strypa sin son.

## Födda
- Charibert I, frankisk kung av Paris 561–567 (född omkring detta år eller 521).

## Avlidna
- Dioscorus II, koptisk-ortodox påve och patriark av Alexandria.
- Macedonius II, patriark av Konstantinopel.